# John Colet
John Colet (født januar 1467, død 16. september 1519) var en engelsk teolog og renæssancehumanist. Han var dekan (eng. dean) ved Saint Paul's Cathedral i London, hvor han grundlagde dens berømte drengeskole (St. Paul's School).

## Renæssancehumanisme
I sin ungdom havde Colet studeret den skolastiske filosofi. Senere tog han kraftigt afstand fra den. Han mente, at skolastikernes ordkløverier vidnede om en svag forstand.
Han foretog rejser i udlandet og besøgte blandt andet Italien. Her blev han fortrolig med Platons og Ciceros skrifter. Han blev påvirket af italienske renæssancehumanister og platonister som Marsilio Ficino og Pico della Mirandola, idet han stiftede bekendtskab med deres forsøg på at finde en sammenhæng mellem Platon, Jesus og Paulus.
Ud over Platon og Cicero studerede han kirkefædrene Augustin, Hieronymus, Johannes Chrysostomos, Ignatius af Antiokia og Polykarp. Hans skrifter var reflekterende og udtrykte en kristen humanisme.
Han blev ven med Erasmus af Rotterdam, da denne besøgte England i årene 1499-1500. Erasmus, der senere blev en nøglefigur i renæssancehumanismen, blev under dette besøg påvirket af Colet. Renæssancehumanismen betragtede antikken som en norm. Erasmus sagde engang om Colet: "Når jeg lytter til Colet, forekommer det mig, at jeg lytter til Platon selv." 

## Reformtanker
Ligesom Erasmus og Martin Luther indså Colet, at Romerkirken havde udviklet sig i en uheldig retning og trængte til en reform. Han påvirkede sin samtid i denne retning og udøvede indirekte en påvirkning på den senere reformation i England.
Den 6. februar 1512 holdt han en berømt tale i Saint Paul´s Cathedral for præsterne i Canterbury-provinsen. Her var han meget direkte og påpegede det fordærv og forfald, som han mente havde sneget sig ind i kirken. Han nævnte blandt andet, at mange præster kun tog tjeneste i kirken i håb om rigdom og forfremmelser. De var for optaget af verdslige fornøjelser. Kirkens ruin kommer af præsternes begærlighed, sagde han.
Han kom også ind på den kirkereform, som han mente var nødvendig. Folk skulle "reformeres til et nyt sind." De skulle praktisere ydmyghed, ædruelighed, næstekærlighed og åndelige beskæftigelser. Reformen skulle begynde med præsterne, og derefter ville den brede sig til hele kirken. Præsterne skulle være et eksempel for andre.